# Ібрагім Баєш
Ібрагім Баєш (араб. إبراهيم بايش, нар. 1 травня 2000) — іракський футболіст, півзахисник клубу «Аль-Кува».
Виступав, зокрема, за клуби «Заху» та «Аль-Завраа», а також національну збірну Іраку.
Володар Кубка АФК.

## Клубна кар'єра
У дорослому футболі дебютував 2016 року виступами за команду «Заху», в якій провів один сезон. 
Протягом 2017 року захищав кольори клубу «Нафт Аль-Васат».
Своєю грою за останню команду привернув увагу представників тренерського штабу клубу «Аль-Завраа», до складу якого приєднався 2017 року. Відіграв за багдадську команду наступний сезон своєї ігрової кар'єри.
До складу клубу «Аль-Кува» приєднався 2018 року. 

## Виступи за збірні
У 2015 році дебютував у складі юнацької збірної Іраку (U-16), загалом на юнацькому рівні взяв участь у 4 іграх, відзначившись одним забитим голом.
З 2017 року залучався до складу молодіжної збірної Іраку. На молодіжному рівні зіграв у 4 офіційних матчах.
Того ж року дебютував в офіційних матчах у складі національної збірної Іраку.
У складі збірної був учасником кубка Азії з футболу 2023 року у Катарі.
| Дата       | Місто       | Господарі         | Результат | Гості          | Турнір                               | Голи | Примітки |
| ---------- | ----------- | ----------------- | --------- | -------------- | ------------------------------------ | ---- | -------- |
| 8-05-2018  | Басра       | Ірак              | 0 – 0     | Палестина      | товариський матч                     | -    | 64'      |
| 30-07-2019 | Кербела     | Ірак              | 1 – 0     | Ліван          | WAFF Championship 2019               | -    |          |
| 02-08-2019 | Кербела     | Ірак              | 2 – 1     | Палестина      | WAFF Championship 2019               | -    |          |
| 08-08-2019 | Кербела     | Ірак              | 0 – 0     | Сирія          | WAFF Championship 2019               | -    |          |
| 11-08-2019 | Кербела     | Ірак              | 2 – 1     | Ємен           | WAFF Championship 2019               | 1    |          |
| 14-08-2019 | Кербела     | Ірак              | 0 – 1     | Бахрейн        | WAFF Championship 2019               | -    | 90+7'    |
| 10-10-2019 | Басра       | Ірак              | 2 – 0     | Гонконг        | Відбір до ЧС 2022                    | -    |          |
| 15-10-2019 | Пномпень    | Камбоджа          | 0 – 4     | Ірак           | Відбір до ЧС 2022                    | 1    |          |
| 19-11-2019 | Амман       | Ірак              | 0 – 0     | Бахрейн        | Відбір до ЧС 2022                    | -    | 46'      |
| 26-11-2019 | Доха        | Катар             | 1 – 2     | Ірак           | Кубок Затоки 2019                    | -    |          |
| 29-11-2019 | Доха        | ОАЕ               | 0 – 2     | Ірак           | Кубок Затоки 2019                    | -    |          |
| 02-12-2019 | Доха        | Ємен              | 0 – 0     | Ірак           | Кубок Затоки 2019                    | -    | 51'      |
| 05-12-2019 | Доха        | Ірак              | 2 – 2     | Бахрейн        | Кубок Затоки 2019                    | 1    |          |
| 12-11-2020 | Дубай       | Ірак              | 0 – 0     | Йорданія       | товариський матч                     | -    |          |
| 17-11-2020 | Дубай       | Ірак              | 2 – 1     | Узбекистан     | товариський матч                     | -    |          |
| 15-6-2021  | Мадінат-Іса | Іран              | 1 – 0     | Ірак           | Відбір до ЧС 2022                    | -    | 67'      |
| 2-9-2021   | Сеул        | Південна Корея    | 0 – 0     | Ірак           | Відбір до ЧС 2022                    | -    |          |
| 7-10-2021  | Доха        | Ірак              | 0 – 0     | Ліван          | Відбір до ЧС 2022                    | -    |          |
| 12-10-2021 | Дубай       | ОАЕ               | 2 – 2     | Ірак           | Відбір до ЧС 2022                    | -    |          |
| 11-11-2021 | Доха        | Ірак              | 1 – 1     | Сирія          | Відбір до ЧС 2022                    | -    | 46'      |
| 16-11-2021 | Доха        | Ірак              | 0 – 3     | Південна Корея | Відбір до ЧС 2022                    | -    |          |
| 18-3-2022  | Багдад      | Ірак              | 3 – 1     | Замбія         | товариський матч                     | -    | 78'      |
| 24-3-2022  | Ер-Ріяд     | Ірак              | 1 – 0     | ОАЕ            | Відбір до ЧС 2022                    | -    |          |
| 29-3-2022  | Дубай       | Сирія             | 1 – 1     | Ірак           | Відбір до ЧС 2022                    | -    | 66'      |
| 23-9-2022  | Амман       | Ірак              | 1 – 1     | Оман           | Jordan International Tournament 2022 | -    | 59'      |
| 26-9-2022  | Амман       | Ірак              | 1 – 0     | Сирія          | Jordan International Tournament 2022 | -    | 34'      |
| 9-11-2022  | Жирона      | Мексика           | 4 – 0     | Ірак           | товариський матч                     | -    |          |
| 12-11-2022 | Мадрид      | Еквадор           | 0 – 0     | Ірак           | товариський матч                     | -    | 65'      |
| 6-1-2023   | Басра       | Ірак              | 0 – 0     | Оман           | Кубок Затоки 2023                    | -    | 38'      |
| 9-1-2023   | Басра       | Саудівська Аравія | 0 – 2     | Ірак           | Кубок Затоки 2023                    | 1    |          |
| 6-1-2023   | Басра       | Ірак              | 0 – 0     | Оман           | Кубок Затоки 2023                    | -    | 79'      |
| 16-1-2023  | Басра       | Ірак              | 2 – 1     | Катар          | Кубок Затоки 2023 - півфінал         | 1    |          |
| 19-1-2023  | Басра       | Ірак              | 3 – 2     | Оман           | Кубок Затоки 2023 - Фінал            | 1    |          |
| Усього     |             | Матчів            | 33        |                | Голів                                | 6    |          |

## Титули і досягнення
- Володар Кубка АФК (1):

«Аль-Кува»: 2018